# Bacchisa kraatzii
Bacchisa kraatzii là một loài bọ cánh cứng trong họ Cerambycidae.